# Структурная теорема для конечнопорождённых модулей над областями главных идеалов
Структурная теорема для конечнопорождённых модулей над областями главных идеалов является обобщением теоремы о классификации конечнопорождённых абелевых групп. Эта теорема предоставляет общий способ понимания некоторых результатов о канонических формах матриц.

## Теорема
Если векторное пространство над полем k имеет конечное порождающее множество, из него всегда можно выбрать базис, так что векторное пространство будет изоморфно kn. Для конечнопорождённых модулей это уже неверно (контрпример — {\displaystyle \mathbb {Z} _{2}}, который порождается одним элементом как Z-модуль), однако такой модуль можно представить как фактормодуль вида Rn/A (чтобы увидеть это, достаточно отобразить базис Rn в порождающее множество и воспользоваться теоремой о гомоморфизме). Изменяя выбор базиса в Rn и порождающего множества в модуле, можно привести этот фактор к простому виду, и это даёт структурную теорему.
Формулировка структурной теоремы обычно приводится в двух различных видах.

### Разложение на инвариантные факторы
Каждый конечнопорождённый модуль M над областью главных идеалов R изоморфен единственному модулю вида
{\displaystyle \bigoplus _{i}R/(d_{i})=R/(d_{1})\oplus R/(d_{2})\oplus \cdots \oplus R/(d_{n}),}
где {\displaystyle (d_{i})\neq R} и {\displaystyle d_{i}\vert d_{i+1}} (то есть {\displaystyle d_{i+1}} делится на {\displaystyle d_{i}}). Порядок ненулевых {\displaystyle (d_{i})} определён однозначно, как и число {\displaystyle (d_{i})=0}.
Таким образом, для указания конечнопорождённого модуля M достаточно указать ненулевые {\displaystyle (d_{i})} (удовлетворяющие двум условиям) и число равных нулю {\displaystyle (d_{i})}. Элементы {\displaystyle d_{i}} определены однозначно с точностью до умножения на обратимые элементы кольца и называются инвариантными факторами.

### Разложение на примарные факторы
Каждый конечнопорождённый модуль M над областью главных идеалов R изоморфен единственному модулю вида
{\displaystyle \bigoplus _{i}R/(q_{i}),}
где {\displaystyle (q_{i})\neq R} и все {\displaystyle (q_{i})} — примарные идеалы. При этом сами {\displaystyle q_{i}} определены однозначно (с точностью до умножения на обратимые элементы).
В случае, когда кольцо R является евклидовым, все примарные идеалы — это степени простых, то есть {\displaystyle (q_{i})=(p_{i}^{r_{i}})}.

### Набросок доказательства для евклидовых колец
Многие области главных идеалов являются также евклидовыми кольцами. К тому же, доказательство для евклидовых колец несколько проще; здесь приводятся его основные шаги.
Лемма. Пусть A — евклидово кольцо, M — свободный A-модуль, а N — его подмодуль. Тогда N также свободен, его ранг не превосходит ранга M, причём существует такой базис {e1, e2, … em} модуля M и такие ненулевые элементы {u1, … uk} кольца A, что {u1e1, … ukek} — базис N и ui+1 делится на ui.
Доказательство того, что N свободен, проводится индукцией по m. База m = 0 очевидна, докажем шаг индукции. Пусть M1 порождён элементами {e1, … em-1}, N1 — пересечение M1 и N — по предположению индукции свободен. Последние координаты элементов N в базисе {e1, … em} образуют подмодуль кольца A (то есть идеал), A — кольцо главных идеалов, поэтому этот идеал порождён одним элементом; если идеал нулевой — N совпадает с N1, если же он порождён элементом k, достаточно добавить в базис N1 один вектор, последняя координата которого равна k.
Теперь мы можем написать матрицу с элементами из A, соответствующую вложению N в M: в столбцах матрицы запишем координаты базисных бекторов N в некотором базисе M. Опишем алгоритм приведения этой матрицы к диагональному виду элементарными преобразованиями. Меняя местами строки и столбцы, переместим в верхний левый угол ненулевой элемент a с наименьшей нормой. Если все элементы матрицы на него делятся — вычитаем первую строку из остальных с таким коэффициентом, чтобы все элементы первого столбца (кроме первого элемента) стали нулевыми; затем аналогичным образом вычитаем первый столбец и переходим к преобразованиям оставшегося в правом нижнем углу квадрата, размерность которого на единицу меньше. Если же есть элемент b, не делящийся на a — мы можем уменьшить минимум нормы по ненулевым элементам матрицы, применив к паре (a, b) алгоритм Евклида (элементарные преобразования позволяют это сделать). Поскольку норма — натуральное число, мы рано или поздно придём к ситуации, когда все элементы матрицы делятся на a. По окончании работы этого алгоритма базисы M и N удовлетворяют всем условиям леммы.
Окончание доказательства. Рассмотрим конечнопорождённый модуль T с системой порождающих {e1, … em}. Существует гомоморфизм из свободного модуля {\displaystyle A^{m}} в этот модуль, отображающий базис {\displaystyle A^{m}} в систему порождающих. Применив к этому отображению теорему о гомоморфизме, получим, что T изоморфен фактору {\displaystyle A^{m}/{\text{ker}}f}. Приведём базисы {\displaystyle A^{m}} и {\displaystyle {\text{ker}}f} к виду базисов в лемме. Легко видеть, что
{\displaystyle A^{m}/(u_{1}e_{1},u_{2}e_{2},\ldots u_{k}e_{k})\cong A/(u_{1})\oplus \ldots \oplus A/(u_{k})\oplus A^{n-k}}
Каждое конечное слагаемое здесь можно разложить в произведение примарных, так как кольцо A факториально (см. статью Китайская теорема об остатках). Чтобы доказать единственность этого разложения, нужно рассмотреть подмодуль кручения (тогда размерность свободной части описывается в инвариантных терминах как размерность фактора по кручению), а также подмодуль p-кручения для каждого простого элемента p кольца A. Число слагаемых вида {\displaystyle A/(p^{n})} (для всех n) инвариантно описывается как размерность подмодуля элементов, аннулируемых умножением на p, как векторного пространства над полем {\displaystyle A/(p)}.

## Следствия
Случай {\displaystyle R=\mathbb {Z} } даёт классификацию конечнопорождённых абелевых групп.
Пусть T — линейный оператор на конечномерном векторном пространстве V над полем K. V можно рассматривать как модуль над {\displaystyle K[T]} (действительно, его элементы можно умножать на скаляры и на T), из конечномерности следует конечнопорождённость и отсутствие свободной части. Последний инвариантный фактор — минимальный многочлен, а произведение всех инвариантных факторов — характеристический многочлен. Выбрав стандартную форму матрицы оператора T, действующего на пространстве {\displaystyle K[T]/p(T)}, получаем следующие формы матрицы T на пространстве V:
- инвариантные факторы + сопровождающая матрица даёт фробениусову нормальную форму
- примарные факторы + жорданова клетка даёт жорданову нормальную форму (в случае, когда поле K алгебраически замкнуто).